# Klasyfikacja Fontaine’a
Klasyfikacja Fontaine’a – klasyfikacja stosowana w medycynie do oceny stopnia niedokrwienia kończyn dolnych. 
Wyróżnia cztery stopnie niedokrwienia:
- I – brak objawów klinicznych lub objawy dyskretne
- II – chromanie przestankowe
  - IIa – dystans chromania ponad 200 m
  - IIb – dystans chromania do 200 m
- III – bóle kończyn w spoczynku
- IV – martwica lub zgorzel kończyny